# 异叶水蓑衣
异叶水蓑衣（学名：Hygrophila difformis）为爵床科水蓑衣属下的一个种。

## 扩展阅读
- 維基物種上的相關：异叶水蓑衣